# Урусбиевы

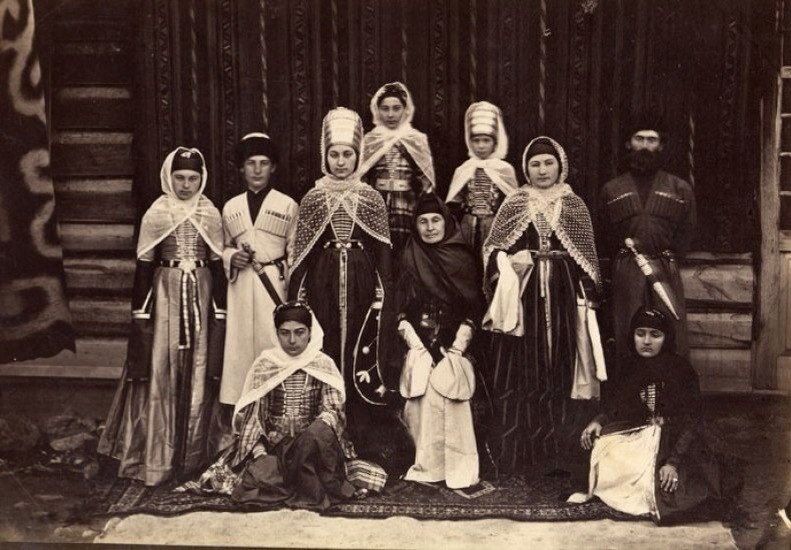
Урусбиевы. XIX в.

Урусби́евы (карач.-балк. Орусбийлары) — балкарский княжеский род, давший много выдающихся деятелей балкарской национальной культуры.

## История
Род происходит от фамилии Суншевых (карач.-балк. Суйнюшлери) — безенгиевских таубиев  (горских князей). Наряду с Айдаболовыми и Келеметовыми, один из Суншевых упоминается в русских источниках, как прибывший в Москву с посольством. 
Внук знаменитого, воспетого в старинных парадных песнях Баксануко Суншева — Чепеллеу Урусбиевич Суншев, будучи одиноким и опасаясь за свою жизнь, ушел с матерью, в конце XVIII века, сначала в Чегемское общество к родственникам матери. Затем возмужав и ознакомившись с соседним Баксанским ущельем, решил покинуть навсегда Безенги, забрав оттуда своих узденей, эмчеков и холопов с их семействами, и поселился в Баксанском ущелье перед входом в теснину, рядом с границей владений кабардинских князей Атажукиных, на участке именуемым  -  «Камык» Первое время после переселения Чепеллеу получал поддержку от родственников своей матери — чегемских князей (таубиев). С течением времени от Чепеллеуа и его потомков сформировался род Урусбиевых. Род взял имя отца основателя Чепеллеуа — Урусбия Суншева.

## Ветви рода
Одной из фамилий истекающей из рода Урусбиевых является фамилия Данашевы (Данашлары). Как и в своё время фамилия Урусбиевы она взяла начало от некоего Данаша Урусбиева. Представители этой фамилии проживают на территории современного Карачая.

## Владения
Часть Баксанского ущелья (Баксанское общество).

## Известные представители
- Урусбиев, Исмаил Мурзакулович (1831-1888) - Подпоручик русской императорской армии. Общественный деятель и просветитель.
- Урусбиев Асланбек Мырзакулович (1840-1897(8)) - Полковник русской императорской армии.[1]
- Урусбиев Чеппелеу Биасланович  (1889 - 1932)  - Поручик русской императорской армии. Штабс-ротмистр в составе Белой армии. Участник первой мировой войны в составе 1 сотни Кабардинского полка, Кавказской туземной дивизии, больше известной как "Дикая дивизия".[1]